# Rozogniskowanie
Rozogniskowanie – w optyce zawężenie przebiegu funkcji przenoszenia kontrastu powodując skrócenie początkowej, bliskiej zeru części sinusoidy, a także powiększenie zakresu widoczności. Słabą stroną tego rozwiązania jest powstawanie przerw w funkcji przenoszenia kontrastu dla niektórych częstotliwości przestrzennych spowodowanych zwiększoną okresowością funkcji. Powoduje to powstawanie jasnych lub ciemnych prążków wokół kontrastowych elementów struktury, zamazywanie obrazu, a także trudności we właściwej interpretacji. 
Jest to podstawowa metoda generowania kontrastu w czasie obrazowania w transmisyjnym mikroskopie elektronowym.